# Base Aérea Militar N.º 16 de Ciudad Pemex
La Base Aérea Militar N° 16 de Ciudad Pemex (Código ICAO: MM48 - Código FAA: MM1O) es un aeropuerto militar ubicado en Ciudad Pemex, Macuspana, Tabasco. Se ubica al sureste de Ciudad Pemex y cuenta con una pista de aterrizaje sin iluminación con orientación 05/23 de 1,650 metros de longitud y 30 metros de ancho con rampas de viraje en ambas cabeceras.

## Información
La Base Aérea de Ciudad Pemex comenzó a operar como tal el 1 de diciembre de 1995, fecha en que el Aeródromo de Tenosique dejó de funcionar como base aérea para convertirse en la Estación Aérea Militar número 10.
La BAM-16 está integrada por:
- Un general
- Un jefe
- 16 oficiales
- 70 elementos de tropa

Los cuales se encargan de abastecer material de vuelo, control aéreo, armamento de aviación, meteorología y aerologística. La BAM-16 es sede permanente del Escuadrón Aéreo 109 que opera aeronaves Cessna 182.

## Cambio de sede
El 9 de febrero de 2019 dio a conocer el Teniente Coronel y Abastecedor de Material Aéreo Daniel García Alarcón que existen planes de ubicar la sede de la BAM-16 en el Aeropuerto de Palenque por cuestiones de estrategia y combate de incidencias delictivas, ya que el municipio de palenque se encuentra más cerca de la frontera con Guatemala por lo que dicha zona es ideal para detectar operaciones de procedencia ilícita con el país centroamericano, ya que por esa zona ingresan aeronaves con fines delictivos.

## Accidentes e incidentes
- El 21 de octubre de 1974 una aeronave Sud Aviation SE 316B Alouette III con matrícula XC-TAM y operada por Petróleos Mexicanos se estrelló mientras despegaba de la Base Aérea de Ciudad Pemex rumbo a la plataforma del Pozo Unión, matando a su piloto, su mecánico y a 5 oficiales de PEMEX.[3]